# کنگرلی (آق‌دام)
کنگرلی (به لاتین: Kəngərli) یک منطقه مسکونی در جمهوری آذربایجان است که در شهرستان آق‌دام واقع شده‌است.